# CVCC

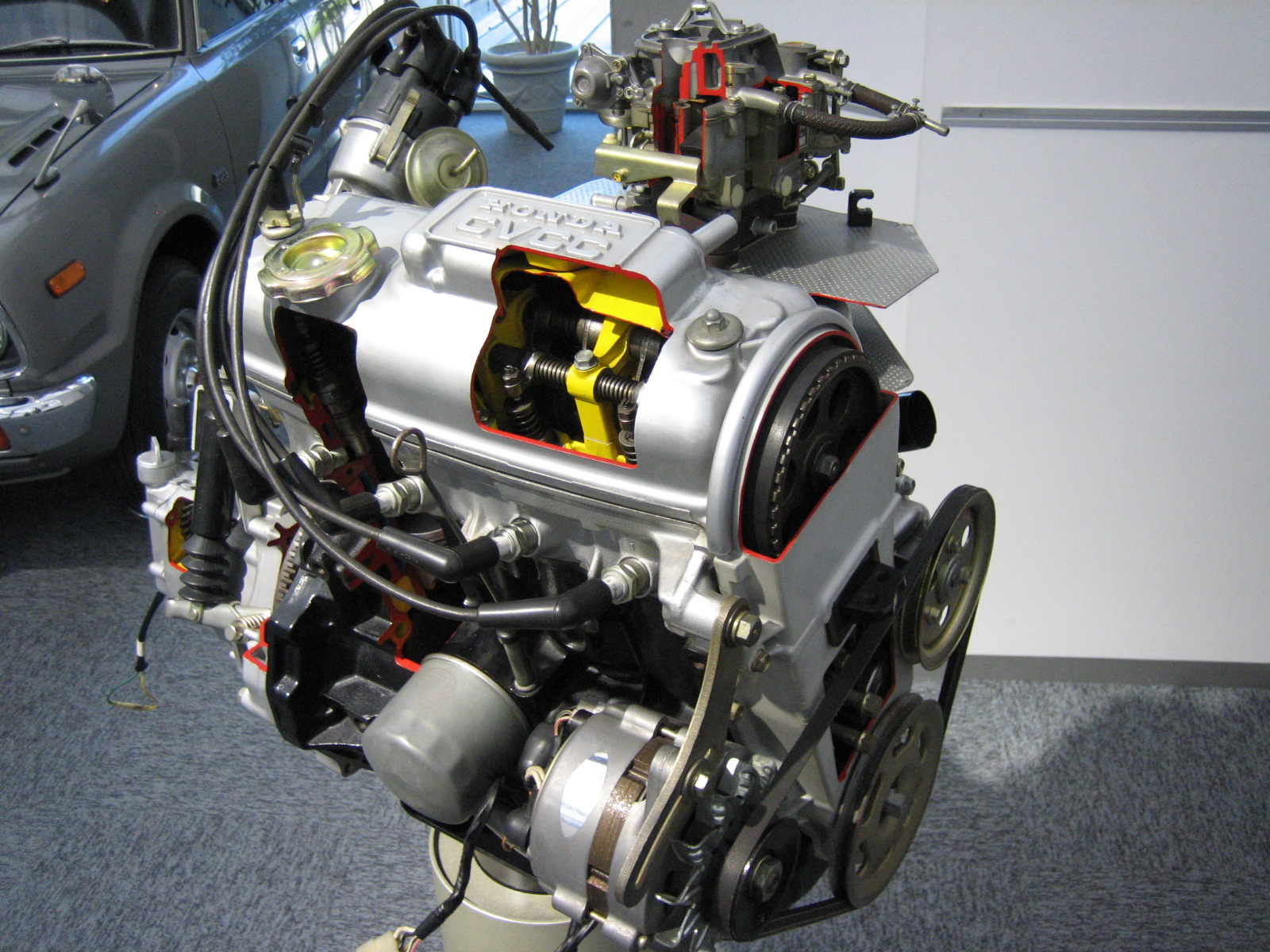
ホンダ・シビック用CVCCエンジン（ホンダコレクションホール所蔵）

CVCC（シーブイシーシー、Compound Vortex Controlled Combustion）とは、1972年に発表された本田技研工業の低公害エンジン。複合渦流調速燃焼方式の略称。

## 開発過程
1966年（昭和41年）に行われた日本自動車工業会によるアメリカ合衆国視察旅行に参加した本田技研工業の技術者が当時の米国での排出ガス研究の状況を目の当たりにし、かねてから大気汚染研究の必要性を訴えていたメンバーと共に、杉浦英男に研究室の設置を要望。認められ、本田技術研究所が「大気汚染対策研究室」、通称「AP研」（APはAir Pollutionの略）を設置。
本田宗一郎は既存のレシプロエンジンの改造レベルで対応できる技術の開発を求め、一酸化炭素（CO）・炭化水素（HC）・窒素酸化物（NOx）の3つの同時低減方法は希薄燃焼しかないと考えていた。彼は東京大学教授の浅沼強の指導を受け研究を行っていた。アイデアの一つとして副燃焼室式の採用が持ち上がり、自社製副室式ディーゼルエンジンをガソリンエンジンに改造して基礎データを取った。後にN600用エンジンを単気筒化した改造エンジンでの実験へと移った。当時ホンダには実験用に使える水冷エンジンが無く、日産自動車など他メーカーのエンジンを使っての研究も行われた。
1971年（昭和46年）2月に開発成功が公表されるが、実はこの段階では燃料供給方式がまだ決まっていなかった。特許申請も途中で、「CVCC」の略称も「名前から構造の一部でも分かるようなことがあってはならない」との理由から決められた。シビックへ搭載した上でマスキー法に適合するには排気量2.0リッタークラスのエンジンが必要だと判明。実用エンジン開発を急ピッチで進めた。リーンバーンを行う主燃焼室に加え、「種火」を生成する副燃焼室、専用の吸気バルブ、専用のインテークマニホールド、専用のキャブレターを持ち、副燃焼室により濃い混合気を導入、点火プラグで着火、トーチ孔からの燃焼火炎で主燃焼室のリーン混合気を燃焼させる物を開発した。構造で排出ガス中の有害物質が低減される。副室式燃焼室は燃料供給や着火方法こそ異なるが、予燃焼室式や渦流室式と希いった熟成されたディーゼルエンジン技術の応用である。CVCCについては旧ソ連の副室式エンジンに関する技術論文に基づいている。排出ガス対策の種類としては、エンジン本体の改良で有害成分を少なくする技術を「前処理」、排出ガスを触媒などで低減する技術を「後処理」と呼んでいる。当時、酸化触媒ではエアポンプやリードバルブによる「二次空気」（酸素）の供給が必要だったり、経時変化により処理能力が落ちるため、触媒内部のペレットを定期的に交換する必要があるなど、課題が多かった。そのため、ホンダでは前処理方式を選択した。当初は触媒を使用しなかったので、有鉛ガソリンの使用も可能だった。1972年（昭和47年）10月の正式発表に至った。

## CVCCに対する評価
マスキー法の排出ガス規制（1970年12月発効）の規制値を最初にクリアしたエンジンである。その功績により「CIVIC CVCC」はSAE（米国自動車技術者協会）の月刊機関誌(『AUTOMOTIVE ENGINEERING』)上で20世紀優秀技術車(Best Engineered Car)の1970年代優秀技術車に選ばれた。当時社長だった本田宗一郎はCVCC開発の報を聞き大幅な売上が見込めると大喜びしたが「排気ガス問題を減らし、少しでも空気が綺麗になるように願って開発したものであって、社の売上に貢献するためではない」と開発陣からの主張を聞き、反省した。本田宗一郎は1973年に社長を退任。
社団法人自動車技術会 (JSAE)の「日本の自動車技術180選」の「ガソリンエンジン」部門で、「マスキー法を後処理（エアポンプや触媒等）なしでクリアできる最初のエンジンとしてアメリカ合衆国環境保護庁 (EPA) より認められた複合渦流調速燃焼方式」として選出されている。
2007年に、日本機械学会が創立110年を記念し制定した機械遺産（6号）に、「日本の排出ガス低減技術を世界のトップに引上げた歴史的な機械」として認定されている。
触媒技術やエンジン本体の燃焼解析技術の進歩により、CVCC以外のエンジンでも排気ガス浄化が可能になる。ホンダからCVCCの技術を導入し、研究や試験的発売もしていたメーカーは採用を止め、世界的な流れには成りえなかった。ホンダも排気ガス規制が強化されるにつれCVCCに触媒を追加し、その後CVCCの採用を止めている。

## 歴史
- 1973年（昭和48年）12月12日に、CVCCをシビックに搭載し、発売。
- 1980年（昭和55年）4月25日に、CVCC-IIをアコードおよびプレリュードに搭載し発表。副燃焼室の位置を中央よりに変更、トーチ孔（噴口）を多孔化したセンタートーチ燃焼室と、希薄混合気とEGR（排気ガス再循環）の比率を走行条件に合わせたラピッドレスポンスコントロールシステムを採用、燃費効率向上を実現。
- 1981年（昭和56年）10月29日に、新ファンネル型燃焼室を採用し、超ロングストロークで高い燃焼効率を実現したCOMBAX（COMpact Blazing combustion AXiom：高密度速炎燃焼原理）エンジンを、シティに採用。
- 1982年（昭和57年）11月25日に、コンパクトなルーフ型主燃焼室とB・Cトーチ（Branched・Conduitトーチ：分岐トーチ）により高圧縮比9.4を達成したエンジンを、プレリュードに搭載し、発売。

※CVCCおよびその派生型エンジンは、1970年代・1980年代のホンダ製自動車のほとんどに搭載された。

## 搭載車種とバリエーション

### CVCC
- 初代シビック
  - ED (1,488 cc:74.0×86.5) 73 PS/5,500 rpm 10.2 kg·m/3,500 rpm（'73モデル4ドアGL）
  - ED (1,488 cc:74.0×86.5) 63 PS/5,500 rpm 10.2 kg·m/3,000 rpm（4ドアGL以外の'73モデル）
- 2代目シビック初期型
  - EJ (1,335 cc:72.0×82.0) 68 PS/5,500 rpm 10.0 kg·m/3,500 rpm
  - EM (1,488 cc:74.0×86.5) 85 PS/5,500 rpm 12.3 kg·m/3,500 rpm（CX）
  - EM (1,488 cc:74.0×86.5) 80 PS/5,500 rpm 12.3 kg·m/3,500 rpm（CX以外）
- 初代アコード初期型
  - EF (1,599 cc:74.0×93.0) 82 PS/5,300 rpm 12.3 kg·m/3,000 rpm
  - EK (1,750 cc:77.0×94.0) 90 PS/5,300 rpm 13.5 kg·m/3,000 rpm
- 初代プレリュード初期型
  - EK (1,750 cc:77.0×94.0) 90 PS/5,300 rpm 13.5 kg·m/3,000 rpm

### CVCC-II
- 初代シティ（COMBAX）
  - ER (1,231 cc:66.0×90.0) 67 PS/5,500 rpm 10.0 kg·m/3,500 rpm（R MT車）
  - ER (1,231 cc:66.0×90.0) 63 PS/5,500 rpm 10.0 kg·m/3,500 rpm（R MT車以外）
  - ER Turbo (1,231 cc:66.0×90.0) 100 PS/5,500 rpm 15.0 kg·m/3,000 rpm（ターボ）
  - ER Turbo (1,231 cc:66.0×90.0) 110 PS/5,500 rpm 16.3 kg·m/3,000 rpm（ターボII）
- 2代目シビック後期型
  - EJ (1,335 cc:72.0×82.0) 72 PS/5,500 rpm 11.0 kg·m/3,000 rpm
  - EM (1,488 cc:74.0×86.5) 85 PS/5,500 rpm 12.3 kg·m/3,500 rpm（CX）
  - EM (1,488 cc:74.0×86.5) 80 PS/5,500 rpm 12.3 kg·m/3,500 rpm（CX以外）
- 3代目シビック／バラードセダン／CR-X
  - EV (1,342 cc:74.0×78.0) 80 PS/6,000 rpm 11.3 kg·m/3,500 rpm
  - EW (1,488 cc:74.0×86.5) 110 PS/5,800 rpm 13.8 kg·m/4,500 rpm（CR-X）
  - EW (1,488 cc:74.0×86.5) 100 PS/5,800 rpm 13.2 kg·m/4,000 rpm（CR-X以外のPGM-FI仕様）
  - EW (1,488 cc:74.0×86.5) 90 PS/6,000 rpm 12.8 kg·m/3,500 rpm（キャブ仕様：グロス）
- クイントインテグラ
  - EW (1,488 cc:74.0×86.5) 76 PS/6,000 rpm 11.8 kg·m/4,000 rpm（キャブ仕様：ネット）
- クイント
  - EP (1,601 cc:77.0×86.0) 90 PS/5,300 rpm 13.5 kg·m/3,500 rpm
- 初代アコード後期型
  - EP (1,601 cc:77.0×86.0) 90 PS/5,300 rpm 13.5 kg·m/3,500 rpm
  - EK (1,750 cc:77.0×94.0) 97 PS/5,300 rpm 14.3 kg·m/3,500 rpm
- 2代目アコード／初代ビガー
  - EK (1,750 cc:77.0×94.0) 97 PS/5,300 rpm 14.3 kg·m/3,500 rpm
  - ES (1,829 cc:80.0×91.0) 110 PS/5,800 rpm 15.2 kg·m/3,500 rpm
  - EY (1,598 cc:80.0×79.5) 94 PS/5,800 rpm 13.6 kg·m/3,500 rpm
- 初代プレリュード後期型
  - EK (1,750 cc:77.0×94.0) 95 PS/5,300 rpm 14.3 kg·m/3,500 rpm
    - （最終型は97 PS）
- 2代目プレリュード
  - ES (1,829 cc:80.0×91.0) 125 PS/5,800 rpm 15.6 kg·m/4,000 rpm（MT車）
  - ES (1,829 cc:80.0×91.0) 120 PS/5,800 rpm 15.6 kg·m/4,000 rpm（AT車）